# Ascotské závodiště

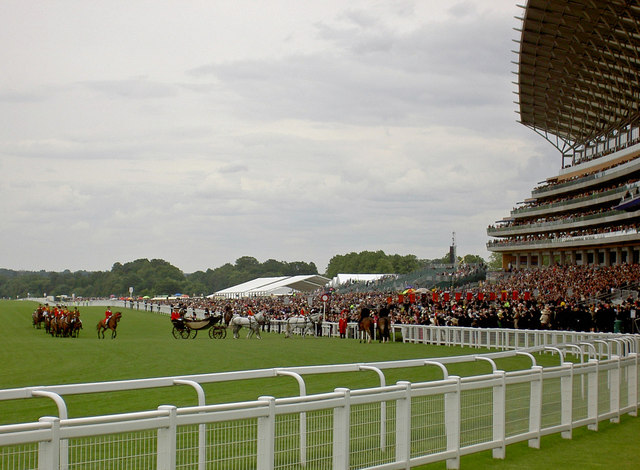
Příjezd královské rodiny na závody

Ascotské závodiště (Ascot Racecourse) je dostihová dráha ve městě Ascot v anglickém hrabství Berkshire. Závodiště bylo založeno královnou Annou Stuartovnou a první závod se konal 11. srpna 1711.
Závodů se účastní angličtí plnokrevníci. V létě se konají rovinové dostihy a v zimě překážkové dostihy. Nejvýznamnější akcí je pětidenní „Royal Ascot“ v červnu, jehož se denně účastní okolo 300 000 lidí. V roce 2011 byl zaveden British Champions Day, který je sportovním vyvrcholením britské dostihové sezóny.
Ascot se nachází šest mil od královského hradu Windsor a zdejší akce bývají často navštěvovány královskou rodinou. Závody jsou známé také jako společenské setkání, na kterém britské celebrity předvádějí extravagantní módní kreace, především klobouky. Odehrávají se zde filmy My Fair Lady a Vyhlídka na vraždu.